# Michael VIII.

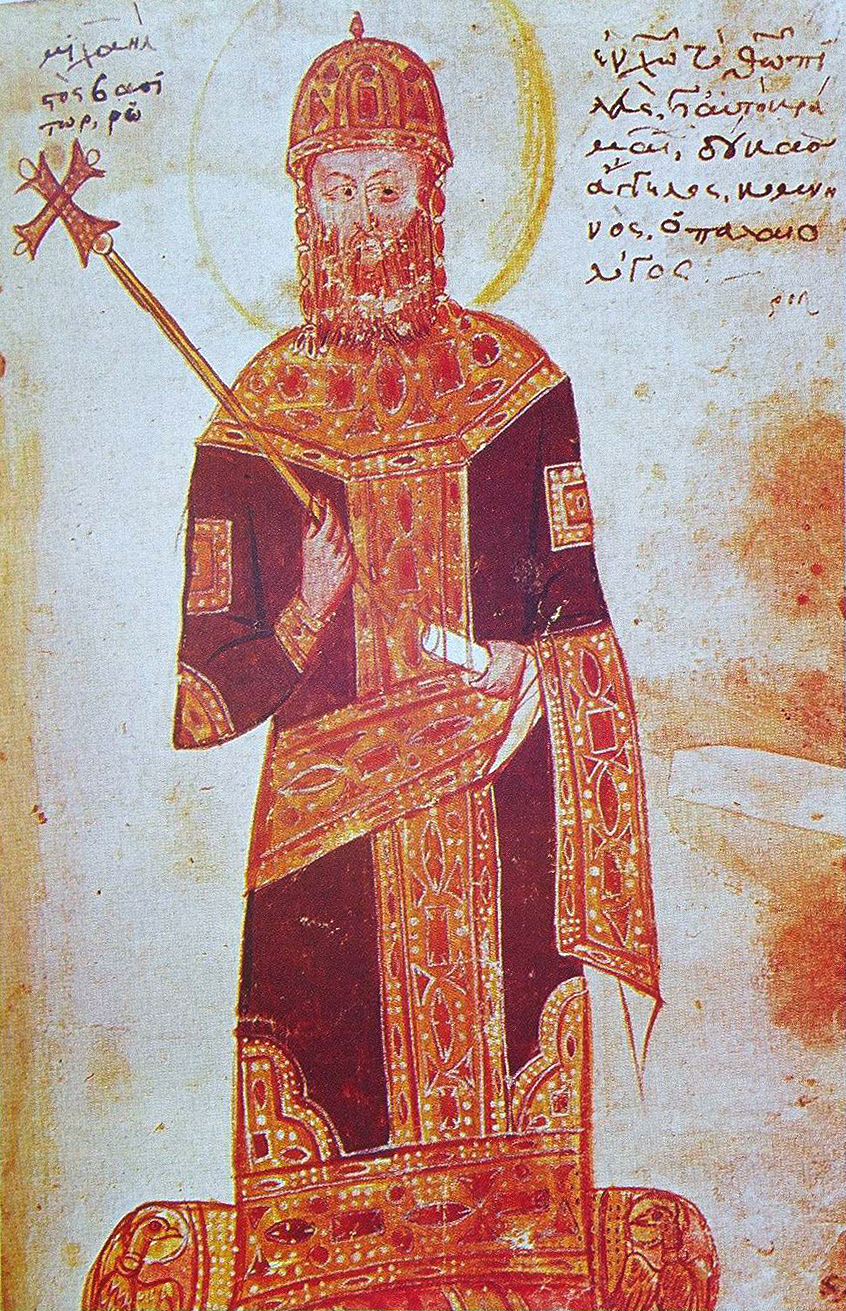
Michael VIII. Palaiologos in einer zeitgenössischen Darstellung

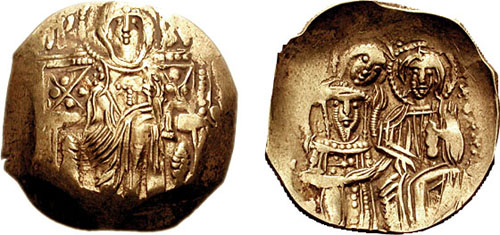
Hyperpyron, Michael VIII.

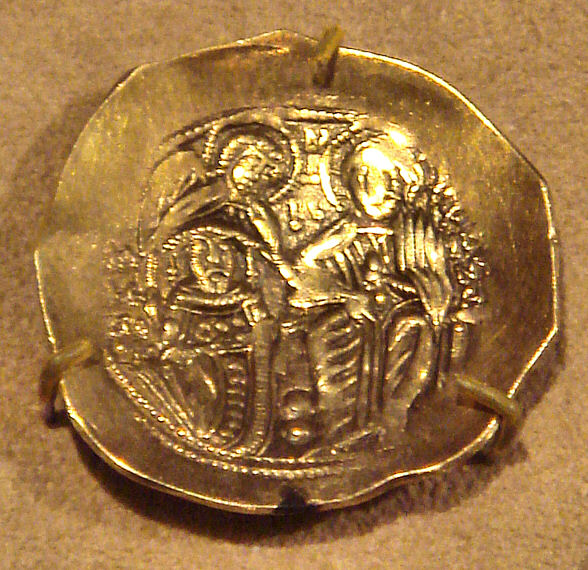
Gold-Hyperpyron, Michael VIII.

Michael VIII. Dukas Komnenos Palaiologos (mittelgriechisch Μιχαὴλ Ηʹ Δούκας Κομνηνός Παλαιολόγος, * 1224/1225 in Kleinasien; † 11. Dezember 1282 in Thrakien) regierte von 1259 bis 1261 als Mitkaiser das Kaiserreich Nikaia und als  Kaiser von 1261 bis zu seinem Tod 1282 das restaurierte Byzantinische Reich. Nachdem der Feldherr Alexios Strategopulos in der Nacht zum 25. Juli 1261 Konstantinopel eingenommen hatte, beseitigte er das infolge des Vierten Kreuzzuges errichtete Lateinische Kaiserreich und restaurierte das byzantinische Kaisertum neu. Michael VIII. war der Begründer der Palaiologos-Dynastie, die bis zum Fall Konstantinopels 1453 das Byzantinische Reich regierte.

## Herkunft
Michael VIII. stammt aus dem byzantinischen Adelsgeschlecht der Palaiologen, als dessen erster urkundlich greifbarer Vertreter Nikephoros Palaiologos auftritt, der 1078 General des Kaisers Nikephoros III. Botaneiates war, als Dux (Gouverneur) des Thema Mesopotamien fungierte und am 18. Oktober 1081 bei Durazzo im Kampf gegen die Normannen unter Robert Guiscard, Herzog von Apulien und Kalabrien (1059–1085), fiel. Die Familie zählte seitdem zur Spitze der byzantinischen Militäraristokratie und verschwägerte sich früh mit den kaiserlichen Dynastien der Dukai und der Komnenen.
Der Vater von Michael VIII. Andronikos Dukas Komnenos Palaiologos, General, Megas Domestikos (Oberkommandierender der byzantinischen Streitkräfte) und 1246 Gouverneur von Thessaloniki, starb zwischen 1248 und 1252 als Mönch Arsenios.
Theodora Komnene Palaiologina, die Mutter von Michael VIII., war eine Cousine seines Vaters, die dieser 1216 geheiratet hatte. Sie war die Tochter des Alexios Komnenos Palaiologos, der 1199 den Titel Despotes und Thronfolger des byzantinischen Reiches erhielt, aber 1201/1204 verstarb, und der Irene Angelina, der ältesten Tochter des Alexios III. Angelos, der als Kaiser das byzantinische Reich von 1195 bis 1203 regierte und nach 1211 in Nikaia in Gefangenschaft verstarb.

## Leben
Michael folgte der Tradition seiner Familie und schlug eine militärische Laufbahn ein, wobei er auf Grund seiner Herkunft eine Blitzkarriere durchlief. Schon 1246 wurde er Gouverneur von Melnik und Serrhai, 1252 Großkonstabler und 1258 Despot. Durch seine Vermählung mit Theodora Dukaina Komnene Batatzaina (* 1240; † 1303), einer Großnichte des Kaisers Johannes III., im Jahr 1253 war er fortan familiär mit der herrschenden Dynastie der Laskariden verbunden.
Nach dem Tod von Theodor II. übernahm er die Regentschaft für dessen unmündigen Sohn Johannes. Durch eine Volksbefragung ließ er sich am 1. Januar 1259 zum Mitkaiser ausrufen und krönen. Seinen Schützling Johannes drängte er zunehmend in den Hintergrund. Dies brachte ihn in Konflikt mit dem Patriarchen Arsenios Autoreianos, den er absetzen ließ, was zu dem bis 1310 die byzantinische Kirche spaltenden Arsenitenstreit führte.
Zunächst regierte Michael in Nikaia (Nicäa), bis er seinen Regierungssitz nach der Befreiung Konstantinopels vom lateinischen Kaiser Balduin II. 1261 in die einstige Hauptstadt des Byzantinischen Reiches verlegte. Den offiziellen Kaiser Johannes, der sich noch in Nikaia aufhielt, ließ er blenden und auf eine Insel im Marmarameer verbannen.
In den ersten Jahren seiner Regierung gelangen ihm viele militärische Siege, unter anderem 1259 gegen eine westliche Allianz bei Pelagonia in Makedonien, 1262 gegen die Bulgaren, 1264 in Epiros. In Gestalt von Karl I. von Anjou, der 1266 den Stauferkönig Manfred von Sizilien besiegt und dessen Königreich in Unteritalien und Sizilien übernommen hatte, entstand dem Reich ein neuer gefährlicher Gegner. 1267 verbündete sich Karl I. mit dem vertriebenen lateinischen Kaiser Balduin und dem Fürsten von Achaia Wilhelm II. von Villehardouin zur Vorbereitung eines Feldzuges mit dem Ziel Konstantinopel.
Um diese Pläne zur Wiedererrichtung des Lateinischen Kaiserreiches zu vereiteln, trat Michael VIII. in Verhandlungen mit dem Papsttum, um durch eine Union der orthodoxen und katholischen Kirche die Überwindung des Schismas zu erreichen und so den Papst dazu zu bringen, jeglichen erneuten Kreuzzug nach Konstantinopel zu unterbinden. Trotz starken Widerstands aus den Reihen der Kirche, der Aristokratie und des Volkes erzwang Michael VIII. die Union. Auf dem Zweiten Konzil von Lyon 1274 ließ er feierlich die Union beider Kirchen verkünden, gegen den Widerstand vieler byzantinischer Griechen.
Diese Union brachte aber nicht den erhofften Erfolg, da die nachfolgenden Päpste den ernsthaften Willen der Byzantiner zur Union bezweifelten. Karl I. von Anjou bereitete ungestört seinen Angriff vor, der neue französische Papst Martin IV. gab 1281 die Zustimmung zu einem Kreuzzug und exkommunizierte Michael. Der Kaiser trat daraufhin in Kontakt zu König Peter III. von Aragon, einem alten Feind von Karl I., sowie mit oppositionellen Gruppen in Sizilien. Die byzantinische (Geheim-)Diplomatie und Bestechungen waren Mitursache für einen Aufstand in Sizilien im März 1282 gegen Karl I., der seine Kreuzzugspläne aufgeben musste. Im August 1282 landete Peter III. in Sizilien und vertrieb die Truppen des Anjou.
Gegen Ende seiner Herrschaft musste Michael sich auch den Beziehungen zum Kaiserreich Trapezunt unter Johannes II. widmen. Michael verlangte, dass Johannes den von ihm geführten und von seinen Vorgängern übernommenen Titel Kaiser der Romäer aufgeben sollte. Grund dafür war, dass Michael das von Trapezunt beherrschte Gebiet, welches vormals byzantinisch gewesen war, immer noch als Teil des Byzantinischen Reiches betrachtete und es nur dem in Konstantinopel herrschenden Regenten vorbehalten war, den Kaisertitel zu führen. Johannes gab dem Begehren Michaels zunächst nicht nach. Um die Beziehungen zwischen ihren beiden Reichen auf eine neue Basis zu stellen, bot Michael Johannes die Hand seiner dritten Tochter Eudokia Palaiologina an. 1282 heirateten die beiden in Konstantinopel. Nach seiner Rückkehr von der Hochzeitsfeier legte Johannes den Titel Kaiser der Romäer ab.
Im anatolischen Grenzgebiet  musste Michael hingegen große territoriale Einbußen hinnehmen. Aufgrund des Drucks durch die Mongolen wurden viele türkische Nomaden nach Westen getrieben und begannen in den 60er Jahren damit, Gebiete südlich des Mäanders zu überennen. Zwar konnte eine byzantinische Expedition unter Johannes Komnenos 1264 die Grenze kurzzeitig nördlich von Strobilos auf der Bodrum-Halbinsel stabilisieren, doch waren innerhalb weniger Jahre alle Gebiete südlich des Mäanders verloren. Auf diesem Gebiet bildete sich alsbald das Beylik von Mentesche. Auch im Nordosten, in den noch verbleibenden Küstengebieten der Provinz Paphlagonien, unternahmen türkische Nomaden Eroberungszüge, so dass bis spätestens Mitte der 70er-Jahre nur noch ein paar wenige, isolierte Hafenstädte in byzantinischer Hand blieben, darunter Herakleia Pontike und Amastris.
Nach Michaels Tod am 11. Dezember 1282 folgte ihm sein Sohn Andronikos II. Palaiologos auf den byzantinischen Kaiserthron.
Michael Palaiologos gelang es, mit den Palaiologoi eine Dynastie auf den Thron zu heben, die bis 1453 in Konstantinopel regierte.

## Ehe und Nachkommen
Michael VIII. Palaiologos heiratete 1253 Theodora Dukaina Komnene Palaiologina Batatzaina (* um 1240, + 14. März 1303), eine Tochter des Ioannes Dukas Batatzes (* um 1215 † um 1240) und der Eudokia Angelina (* um 1222; * 1253), die eine Tochter des Ioannes Komnenos Angelos, megas primikerios und Dux von Thrakesion war. Theodoras Vater war ein Neffe von Johannes III. Dukas Batatzes, Kaiser des Byzantinischen Reiches in Nicäa (1221–1254), der die verwaiste Großnichte liebte wie eine Tochter, sie aufziehen ließ und ihre Ehe mit Michael VIII. Palaiologos arrangierte.
Aus dieser Ehe hatte Michael vier Söhne und drei Töchter. Außerehelich hatte er zwei weitere Töchter.